# Marta Karczewicz
Marta Karczewicz (ur. w 1970 w Szczecinie) – polska matematyczka i wynalazczyni.
Jej prace umożliwiły streaming wysokiej jakości filmów. Przyczyniła się do powstania standardu Advanced Video Coding (AVC), który jest dziś powszechnie używany w kodowaniu obrazu. Na swym koncie ma ponad 700 patentów dotyczących technologii kompresji wideo, których wartość rynkowa wynosi ponad 1 mld dolarów.

## Praca naukowa
Po znalezieniu się wśród zwycięzców polskiej olimpiady matematycznej zorganizowanej w roku szkolnym 1988/1989 studiowała początkowo na Politechnice Szczecińskiej, a następnie przyjęła grant od Nokii na badania w zakresie przetwarzania sygnału i obrazu na Uniwersytecie w Tampere w Finlandii. Tam zainteresowało ją zagadnienie kompresji danych.
W trakcie swojej pracy opracowała komponenty kodeka AVC, technologii kompresji wideo opartej na usuwaniu zbędnych lub powtarzających się informacji przy wykorzystaniu podobieństw w ramach następujących po sobie klatek filmu. Jednym z nich jest opatentowany przez nią filtr deblokujący, który wygładza piksele wzdłuż ostrych konturów.
Po kilku latach pracy w Nokii i ukończeniu studiów doktorskich Karczewicz przeniosła się do San Diego. W 2006 r. rozpoczęła pracę w Qualcomm, gdzie kontynuowała prace przyczyniając się m.in. do rozwoju High Efficiency Video Coding (HEVC).
Karczewicz jest wiceprezesem ds. technologii w Qualcomm Technologies, gdzie pracuje nad Versatile Video Coding (VVC) – nowym standardem kompresji wideo, który ma zostać wprowadzony w 2020 r.
Została nominowana do Nagrody Europejskiego Wynalazcy 2019 za prace nad kompresją wideo.

## Patenty
Uzyskała ponad 700 patentów, m.in.:
- Rate-distortion defined interpolation for video coding based on fixed filter or adaptive filter (EP2304961)[8]
- Adaptive coefficient scanning in video coding (EP2165542)[9]
- Efficient significant coefficients coding in scalable video codecs (EP2074828)[10]